# Myjava
Myjava is een Slowaakse gemeente in de regio Trenčín, en is de hoofdstad van het district Myjava.
Het district Myjava telt 26.256 inwoners, de hoofdstad heeft 11.514 inwoners (2019). In de census van 2011 had de stad 12.330 inwoners, waarvan 42% Luthers, 13% Rooms-Katholiek en 42% geen godsdienst. De stad is vrijwel geheel Slowaakstalig met een kleine Tsjechischtalige minderheid (1,1%).
Spartak Myjava is de betaaldvoetbalclub van de gemeente.

## Geboren
- Ján Valach (1973), wielrenner
- Jan Kliment (1993), voetballer